# یک تماس ازدست‌رفته (فیلم ۲۰۰۸)
یک تماس ازدست‌رفته (انگلیسی: One Missed Call) فیلمی در ژانر ترسناک فراطبیعی به کارگردانی اریک والت و نویسندگی اندرو کلیون محصول سال ۲۰۰۸ است. این فیلم که محصول مشترکی بین‌المللی از ایالات متحده، بریتانیا، ژاپن و آلمان است، بازسازی فیلمی ژاپنی به همین نام محصول سال ۲۰۰۳ به کارگردانی تاکاشی میکه می‌باشد که خودش بر اساس رمانی از یاسوشی آکیموتو ساخته شده است. در این فیلم شانین سوسامون، ادوارد برنز، آنا کلاودیا تالانکون، ری وایز و آزورا اسکای به ایفای نقش پرداخته‌اند.
این فیلم در آمریکای شمالی در ۴ ژانویه ۲۰۰۸ منتشر شد. با وجودی که موفقیتی متوسط در باکس آفیس داشت، این فیلم توسط منتقدان طرد شد و بسیاری آن را بدترین بازسازی وحشت ژاپنی که منتشر شده، در نظر گرفتند. این فیلم به بدترین کار از دید منتقدان در ۲۰۰۸ بدل گشت و امتیاز ۰٪ در راتن تومیتوز کسب کرد و در این وبگاه یک جایزه گوجه‌فرنگی کپک‌زده گرفت. 